# Bürstenschwanzratten
Die Bürstenschwanzratten (Isothrix) sind eine Nagetier-Gattung in der Familie der Stachelratten mit sechs Arten, die in Südamerika vorkommen.

## Arten
Die IUCN listet folgende Arten.
- Barbaras Bürstenschwanzratte (Isothrix barbarabrownae) bewohnt ein kleines Gebiet in den peruanischen Anden.
- Die Gelbkronen-Bürstenschwanzratte (Isothrix bistriata) kommt östlich der Anden von Süd-Kolumbien bis Nord-Bolivien und West-Brasilien vor.
- Die Rio-Negro-Bürstenschwanzratte (Isothrix negrensis) lebt im Amazonasgebiet im Westen Brasiliens sowie in angrenzenden Regionen Kolumbiens.
- Isothrix orinoci ist im Süden Venezuelas sowie in angrenzenden Gebieten Kolumbiens und Brasiliens verbreitet. Sie galt bis 2015 als Unterart der Gelbkronen-Bürstenschwanzratte.[2]
- Die Flachland-Bürstenschwanzratte (Isothrix pagurus) ist im zentralen Amazonasgebiet heimisch.
- Für die Sinnamary-Bürstenschwanzratte (Isothrix sinnamariensis) liegen vereinzelte Funde aus der Landschaft Guayana vor.

## Merkmale und Lebensweise
Mit einer Kopf-Rumpf-Länge von 18 bis 27,5 cm, einer Schwanzlänge von 17 bis 30 cm sowie mit einem Gewicht von 320 bis 570 g sind die Arten mittelgroße Stachelratten. Der deutsche Trivialname bezieht sich auf den buschigen Schwanz, der einem Eichhörnchen-Schwanz gleicht. Im Gegensatz zu vielen anderen Stachelratten ist das Fell weich, ohne Borsten oder Stacheln. Die Farbe variiert je nach Art zwischen grauen, braunen, gelben und stellenweise orangen Tönen. Mit ihren kurzen und breiten Füßen, die mit gekrümmten Krallen ausgerüstet sind, sind Bürstenschwanzratten gut an ein Leben in Bäumen angepasst.
Diese Nagetiere ruhen meist in Baumhöhlen die oft 10 Meter über dem Grund liegen. Sie bevorzugen Bäume an Wasserläufen in immergrünen Wäldern. Ein Weibchen der Gelbkronen-Bürstenschwanzratte war mit einem Embryo trächtig.

## Referenzliteratur
- Ronald M. Nowak: Walker's Mammals of the World. Band 2. 6. Auflage. 1999, S. 1695, ISBN 0-8018-5789-9.